# Glossotrophia alba
Glossotrophia alba är en fjärilsart som beskrevs av Hausmann 1993. Glossotrophia alba ingår i släktet Glossotrophia och familjen mätare. Inga underarter finns listade i Catalogue of Life.